# EPIA
VIA EPIA（全称：VIA Embedded Platform Innovative Architecture，威盛嵌入式平台创新架构）是威盛电子推出的一系列集成有威盛处理器的mini-ITX，em-ITX，nano-ITX，pico-ITX和pico-ITXe主板。与同类功能的计算机相比，它们体积小，功耗低。

## 型号
EPIA主板有以下代号：
- A：不带有TV-out
- E：无风扇结构
- G：RoHS认证
- L：配置千兆网络
- T：配备可信平台模块